# The Wolf (Andrew W.K.)
The Wolf è il secondo album in studio del musicista statunitense Andrew W.K., pubblicato nel 2003.

## Tracce
1. Victory Strikes Again – 2:09
2. Long Live the Party – 4:00
3. Tear It Up – 3:55
4. Free Jumps – 3:33
5. Never Let Down – 3:58
6. Your Rules – 2:27
7. The Song – 4:17
8. Make Sex – 0:44
9. Totally Stupid – 4:30
10. Really in Love – 4:42
11. The End of Our Lives – 4:49
12. I Love Music – 4:19